# Гинандроморфизм

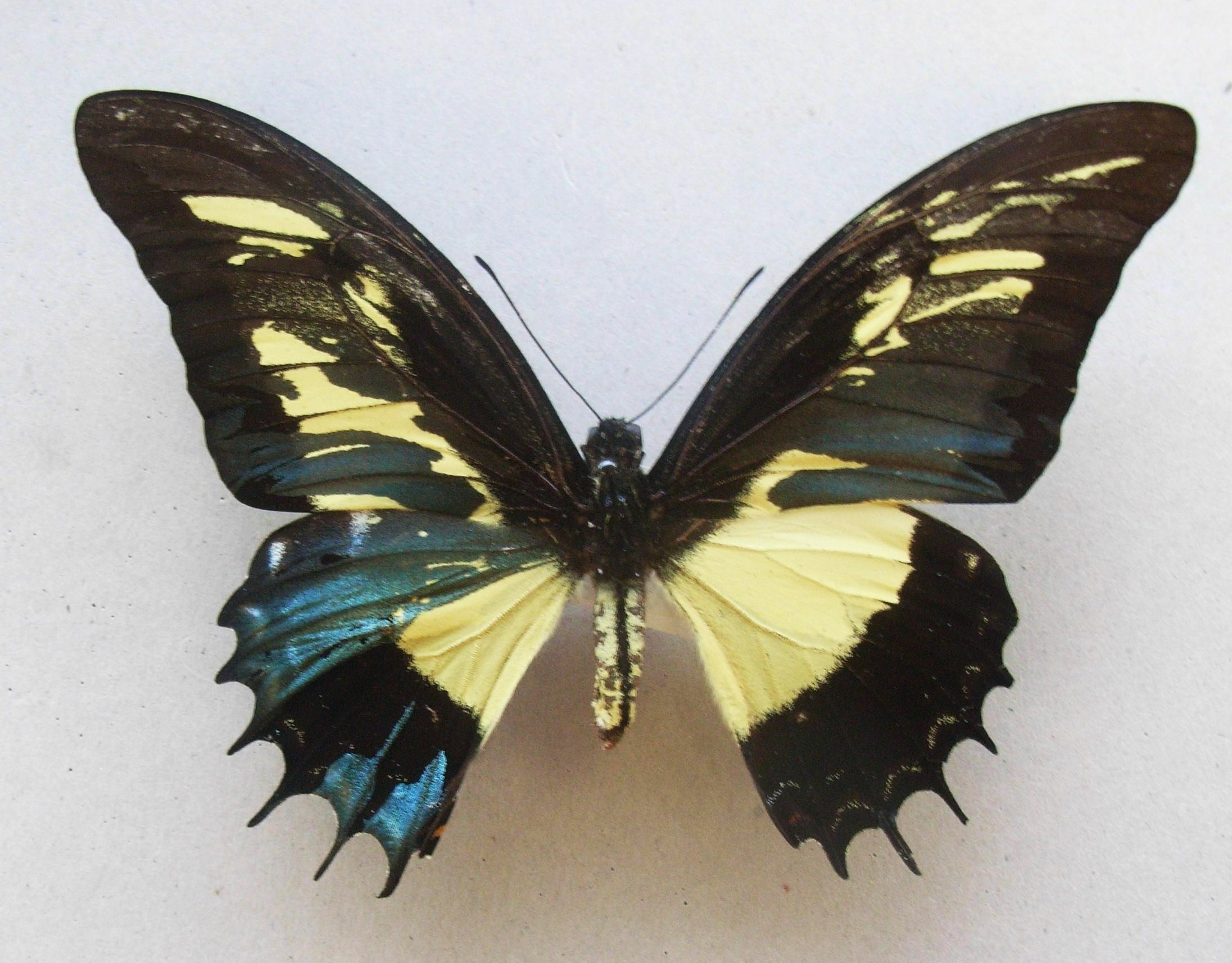
Мозаичный гинандроморф бабочки Papilio androgeus.

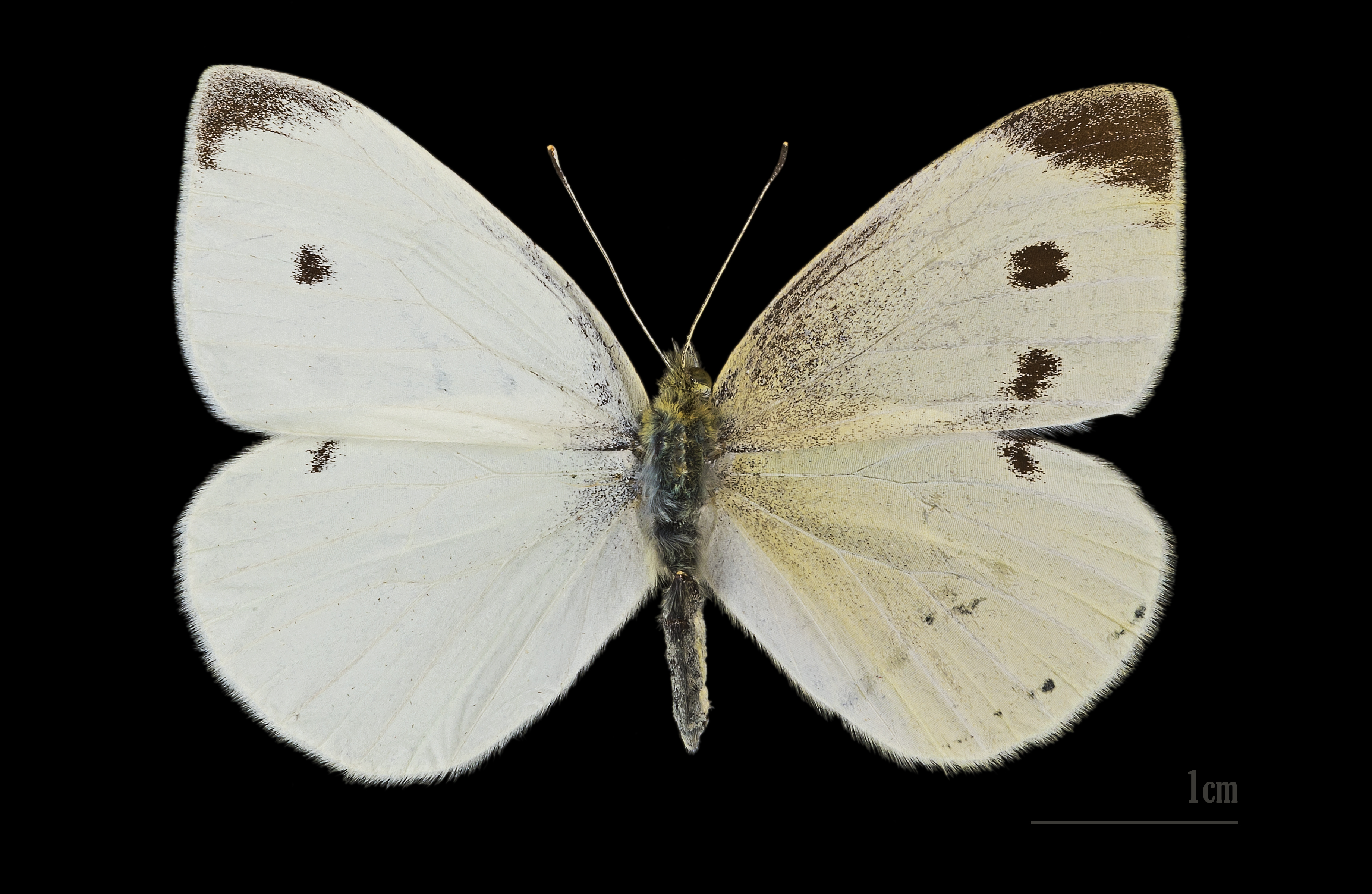
Билатеральный гинандроморф Pieris rapae

Гинандроморфи́зм (др.-греч. γυνή — женщина + ἀνήρ, род. п. ἀνδρός — мужчина + μορφή — вид, форма) — аномалия развития организма, выражающаяся в том, что в одном организме крупные участки тела имеют генотип и признаки разных полов. Является результатом наличия в мужских и женских клетках организма наборов половых хромосом с разным количеством последних, как например у многих насекомых. Гинандроморфизм происходит как результат неправильного распределения половых хромосом по клеткам в ходе нарушенного созревания яйцеклетки, её оплодотворения или дробления.
Особи-гинандроморфы наиболее ярко выражены у насекомых с чётко проявляющимися признаками полового диморфизма, при этом морфологически выделяются следующие типы гинандроморфов:
- билатеральные, у которых одна продольная половина тела имеет признаки мужского пола, другая — женского;
- передне-задние, у которых передняя часть тела несёт признаки одного пола, а задняя — другого;
- мозаичные, у которых перемежаются участки тела, несущие признаки разных полов.

У позвоночных животных и у человека вследствие действия половых гормонов подобные явления приводят к половым аномалиям, при которых секториальное распределение мужских и женских тканей обычно проявляется не так резко.
При интерсексности наблюдается более сложная дифференциация женских и мужских признаков.

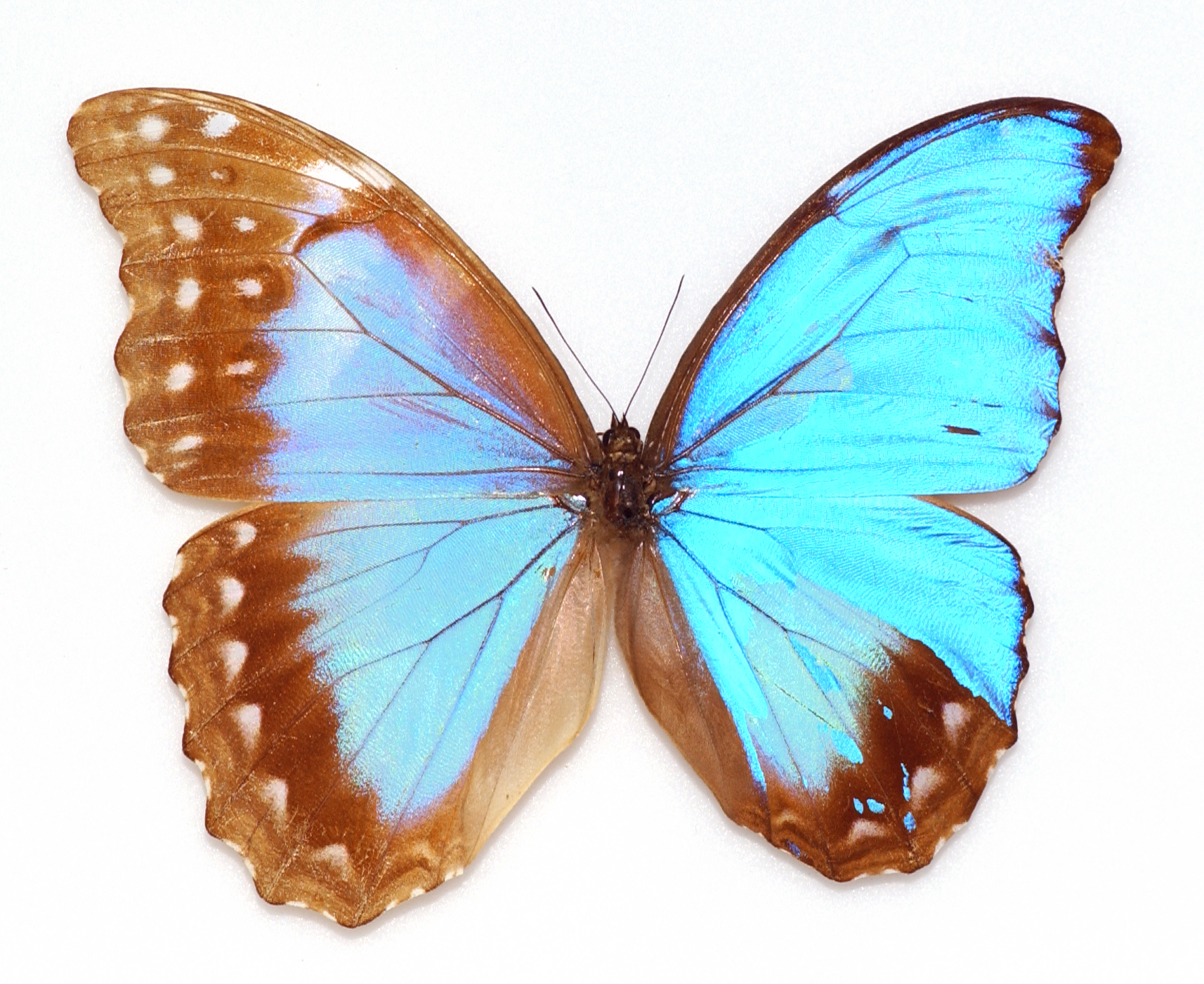
Morpho didius гинандроморф (левая половина тела - самка).
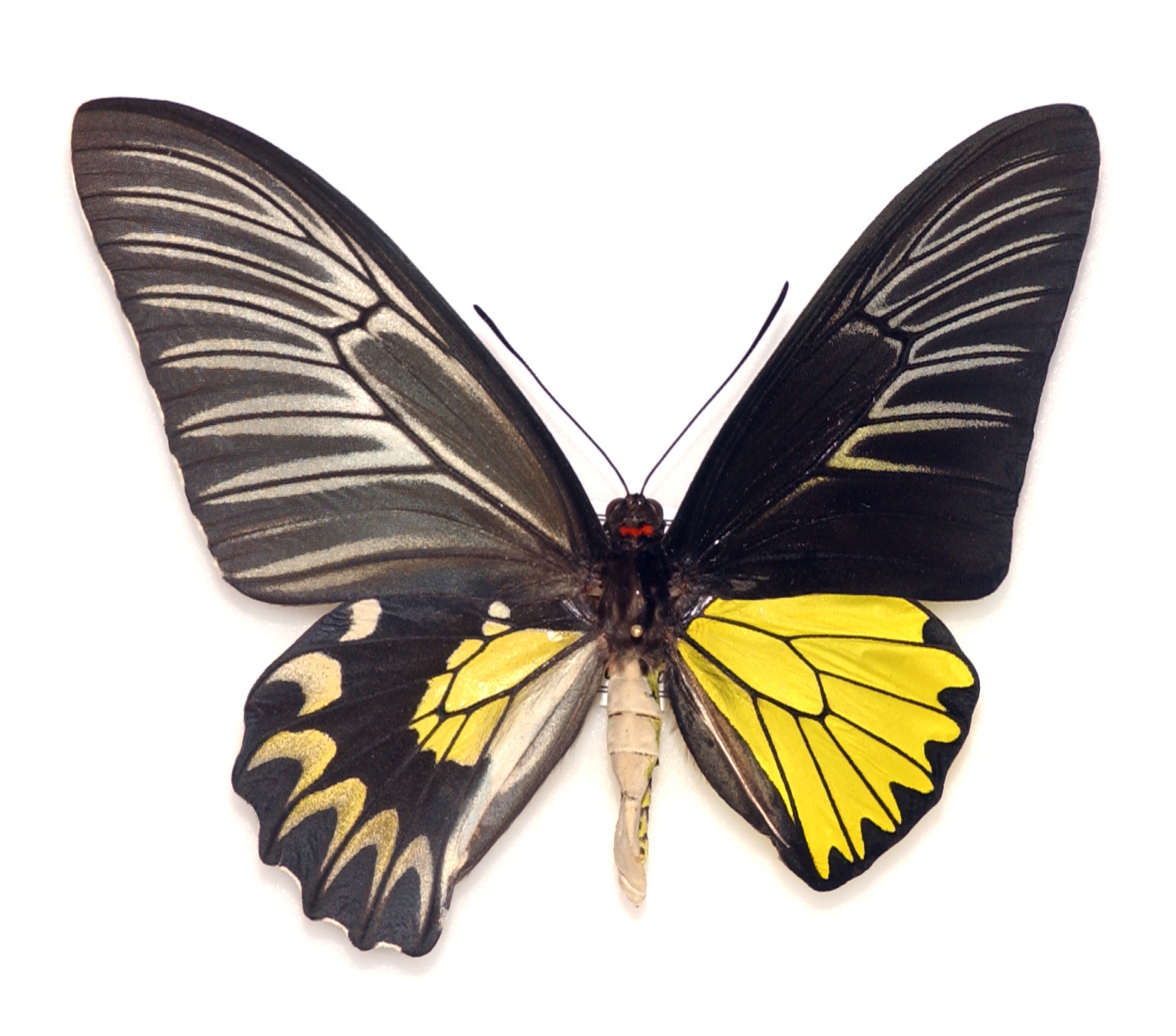
Troides rhadamantus билатеральный гинандроморф (левая половина тела - самка, правая - самец).
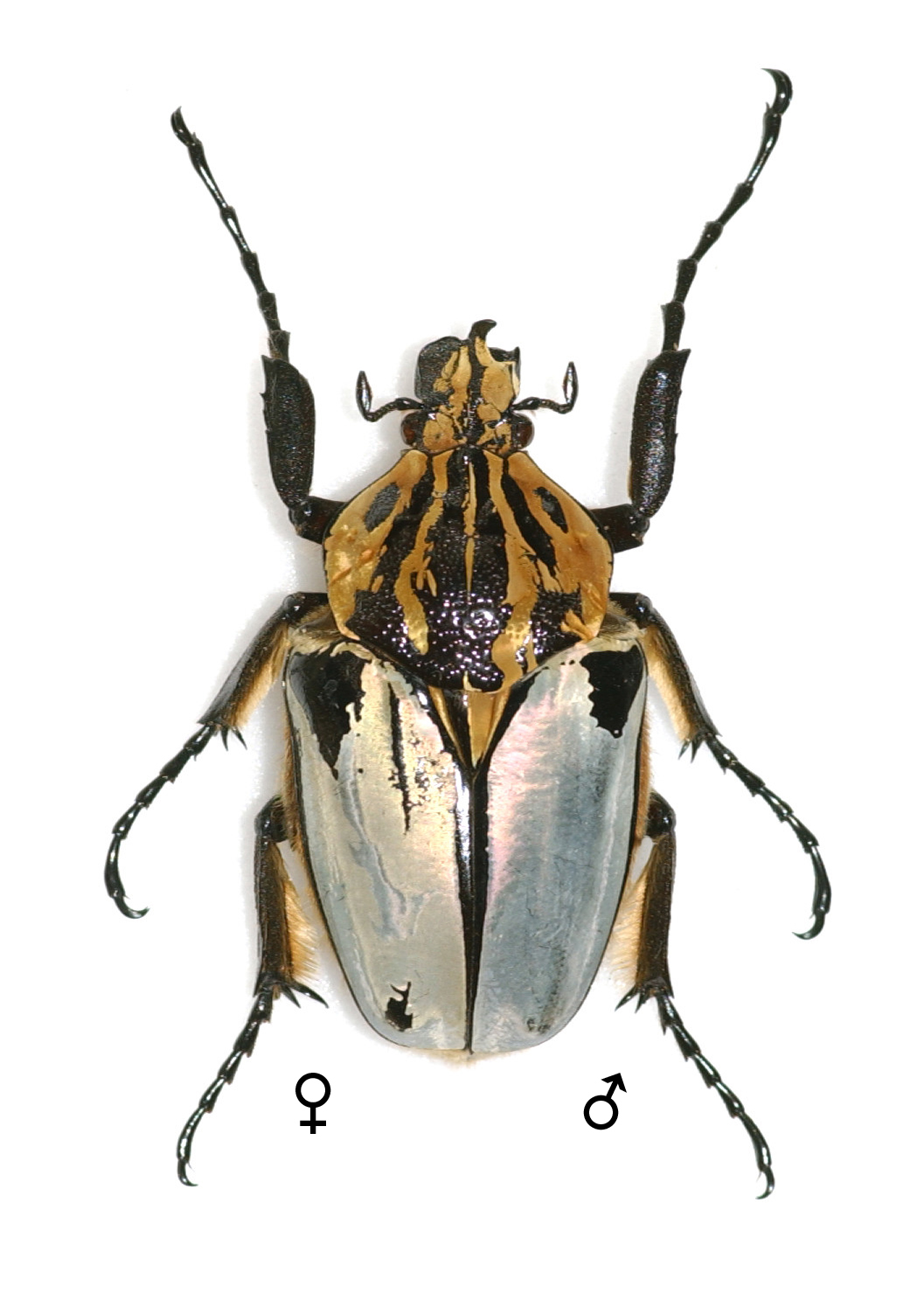
Goliathus cacicus билатеральный гинандроморф (левая половина тела - самка, правая - самец).